# Paul Feyerabend
Paul Karl Feyerabend (Bécs, 1924. január 13. – Zürich, 1994. február 11.) osztrák származású amerikai tudományfilozófus, egyetemi tanár.
A marxizmushoz közelálló ún. „bécsi iskola” szellemében nevelkedett, később azonban a pozitivizmus irányzatát követte. Filozófiájában végül is a szigorú kritikus racionalizmus elmélete vált uralkodóvá: elvetette a formális értékek rideg sablonjait, emiatt sokan „az anarchia filozófusaként” emlegették. Mindvégig vallotta a tudomány és a művészet szerves kapcsolatát, 1984-ben megjelent fő művében, „A tudomány mint művészet” címűben is emellett tett hitet. 1958-tól a kaliforniai Berkeley egyetemen tanított, amelynek 1962-től professzora volt. Az 1970-es években visszatért Európába és 1979-től a zürichi egyetemen tanított filozófiát.

## Élete
Szülővárosában végezte általános- és középiskolai tanulmányait, majd ugyanitt 1939-42 között a Konzervatórium hallgatója.
A második világháborúban tisztként vett részt („Hogy minél később kényszerüljek farkasszemet nézni a golyókkal, tiszti iskolába jelentkeztem.”); 1945-ben bénulással járó sebesüléssel mentették ki a keleti frontról. A háborút és sebesülését kissé groteszk módon úgy élte meg, mint valami grandiózus színielőadást. A módszer ellen című művében így ír erről:
„A káosznak ez az egész színpompás forgataga olybá tűnt számomra, mint valami nyüzsgő színpad, s egyszeriben megfeledkeztem az óvatosságról. (…) A kor felvetette morális problémák csak jóval később tudatosultak bennem. Ma úgy érzem, ezek a problémák még mindig kísértenek. Fölbukkannak, valahányszor egy egyén vagy csoport objektivizálja a helyes életről vallott elképzeléseit, és eszerint cselekszik.” (562. o.)
1946-tól visszatért Bécsbe, ahol sokirányú tanulmányokat folytatott: színháztudományt, színészetet, operaéneklést, s emellett szociológiát, történelmet, matematikát és fizikát is tanult. Bertolt Brecht erős hatással volt rá, s később élete egyik nagy hibájának tartja, hogy visszautasította az általa felkínált asszisztensi állást a berlini Operában. 1948-tól részt vett az Österreichisches College alpbachi rendezvényein, ahol megismerkedett a kor közép-európai értelmiségének legjavával, többek között Karl Popperrel, Arthur Koestlerrel, Erwin Schrödingerrel, Elisabeth Anscombe-bal, Kerényi Károllyal és Friedrich Hayekkel. Bécsben Wittgensteinnel és Felix Ehrenhafttal is megismerkedik, majd a rákövetkező években skandináviai tanulmányai során Niels Bohrral. 1951-ben filozófiából doktorált a Zur Theorie der Basissätze (A bázismondatok elméletéről) című írásával. Londoni ösztöndíjat is szerzett, hogy Wittgensteinnél tanulhasson, de ezt Wittgenstein éppen bekövetkező halála megakadályozta. Ebben az időszakban erős pozitív hatást gyakorolt rá Popper; az általa felajánlott asszisztensi állást mégis visszautasította, s a szemében a későbbiekben Popper megítélése a visszájára fordul.
1955-ben kapta meg első egyetemi állását Bristolban. Ekkorra már németre fordította Popper A nyitott társadalom és ellenségei című könyvét. A későbbiekben professzorai voltak a Berkeley-n, Hamburgban, Aucklandben, Sussexben, Kasselben, Brightonban, a Yale-en, Londonban, Berlinben, Zürichben is. 1958-tól amerikai állampolgár lett.
Ekkorra alakult ki „anarchista”, vagy más megközelítésben – önmaga által is kedvelt hasonlattal – „dadaista” tudományfilozófiája, mely jellegénél fogva, illetve kalandos sorsa miatt (leírt formája többször elvész, s lényegében újra kell írnia) végleges alakot sosem ölt, nem tud és nem is akar tézisjellegű metodológiává válni. Jelszószerűvé vált fő tézise az „anything goes” („bármi megteszi”), kifejtve: a módszeresség legalább olyan veszélyes a valódi tudományra és a társadalomra, mint a rendszertelenség. A tudományoknak sem mint kategóriának, sem mint időben létező dolognak, nincs egységes struktúrája (ezért egy egzakt tudományelmélet lehetetlen); sem állandónak tekinthető normái, a módszerességre épülő tudományos objektivitás pusztán a tudománytörténet elfogult, tényekkel cáfolható szemléletéből megalkotott mítosz, amely könnyen rossz értelemben vett ideológiává fajulhat. Sem az indukció, sem a deduktív módszerek, sem az elméletek konzisztenciájának megkövetelése, sem más szilárdnak hitt és magabiztosan hirdetett tudományos alapelvek, nem kivétel nélküliek, és nem is feltétlenül indokoltak: „egyetlen gondolat sem lehet olyan régi vagy olyan abszurd, hogy ne segítene tökéletesíteni tudásunkat … soha egyetlen elmélet nem állt összhangban tárgyának összes tényével … a tényeket a régebbi ideológiák konstruálják, és a tények és elméletek összeütközése akár a haladás jele is lehet.” A tudománynak, ha a társadalmat akarja szolgálni, leginkább pluralizmusra és a belső előírásoktól való szabadságra van szüksége.
Hátralévő éveiben ingázott a különböző egyetemek között, késői éveiben leginkább Svájc és Kalifornia között. 1989-ben házasságot kötött Grazia Borrinivel. 1991-es nyugdíjazása után Időpocsékolás (Zeitverschwendung, Killing Time) című önéletrajzán dolgozott, melyet gyakorlatilag haláláig írt. 1994. február 11-én halt meg Svájcban agydaganatban.

## Munkássága
Forrai Gábor szerint korai írásaiban három dologra irányítja a figyelmet:
1. A tudománytörténet tanúsága szerint bizonyos körülmények között meg kell sérteni egyes általánosan elfogadott és plauzibilisnek tűnő szabályokat.
2. A tudomány fejlődéséhez elengedhetetlen, hogy egyszerre több, egymásnak ellentmondó elmélet is jelen legyen. "Proliferációra" van szükség. Nem csak akkor kellenek rivális elméletek, ha a domináns elmélet bajban van. Egy elméletről ugyanis csak akkor derül ki, hogy mit is ér valójában, ha más elméletekkel összevettetik.
3. Ez utóbbi cseppet sem triviális feladat, ugyanis az igazán átfogó elméletek bizonyos értelemben összemérhetetlenek, "inkommenzurábilisek". Röviden: arról van szó, hogy a tudományos kifejezések jelentését az elméletben elfoglalt helyük határozza meg. Amennyiben két elmélet egymástól radikálisan különbözik, akkor ugyanazok a kifejezések mindkettőben egészen más jelentéssel bírhatnak. Például az "erő" szó Newtonnál és Arisztotelésznél
egészen más dolgot jelent. Ha pedig ez így van, akkor helytelen azt gondolnunk, hogy az arisztotelészi fizika és a newtoni fizika ugyanarról a dologról mást állít. Inkább arról van szó, hogy a két elmélet másról beszél – mintha az egyik a körtéről, a másik pedig az almáról szólna. A tapasztalat sem hívható mint döntőbíró segítségül, ugyanis a tapasztalat nem semleges. Hogy mit is tapasztalunk, elméleti meggyőződéseinktől függ. Newton és Arisztotelész követői más-más tapasztalatokkal rendelkeznek. Könnyű belátni, hogy az inkommenzurábilitás tézise alkalmas a tudományfejlődés racionalitásába vetett hit megkérdőjelezésére. Ha a newtoni fizika összemérhetetlen az arisztotelészi fizikával, milyen alapon mondhatjuk azt, hogy az előbbi jobb az utóbbinál? Ha pedig nem mondhatjuk ezt, akkor van-e egyáltalán értelme azt állítani, hogy a tudomány fejlődik? Feyerabend azonban ekkortájt még nem törekszik a tudomány tekintélyének megingatására.
Ehelyett bonyolult konstrukciókat agyal ki annak igazolásául, hogy a tudományos elméletek mégiscsak összehasonlíthatók.
Ezek az írások komoly szakmai elismerést hoznak számára. A hatvanas években – Kuhnnal, Hansonnal és Toulminnal együtt – a hagyományos tudományfilozófia egyik legerőteljesebb kritikusaként tartják számon. Gondolatait ugyan legtöbben elutasítják, de mégis kénytelenek szembenézni velük.
Aztán a hatvanas évek vége felé bekövetkezik a fordulat. Írásainak stílusa és tartalma gyökeresen megváltozik. Az olvasó értelmére apelláló, észérveket használó értekező prózát színes, vibráló szóözön váltja fel. Feyerabend célja az olvasó meggyőzése – ha kell érvekkel, ha kell iróniával vagy személyeskedéssel. Fittyet hány az akadémiai
jómodornak. Popper filozófiája azért halvány utánzata csak John Stuart Millének – írja – mert Popper életében sosem volt egy Harriet Taylor. Kritikusait inkompetensnek, sőt, analfabétának bélyegzi. A szenvedő szerkezeteket egyes szám első személyű mondatok váltják fel: "Itt nem valami személytelen igazság nyilvánul meg, hanem itt én beszélek, én, én, én, Paul Feyerabend."
Két könyvet jelentet meg. 1975-ben az Against Method (A módszer ellen)
címűt, egy 1970-es tanulmány kibővített változatát, 1978-ban pedig a Science in a Free Society-t (Tudomány a szabad társadalomban). Ezekben már nem a hagyományos tudományfilozófiát bírálja, hanem magát a tudományt s a tudományban testet öltő racionális gondolkodást. A bírálat részben ismeretelméleti: a tudomány és a racionális módszerek távolról sem olyan kiválóak, mint azt az iskolában belénk sulykolják. De az ismeretelmélet mellett egyre nagyobb szerepet kap a politika. A tudomány – hirdeti – amely korábban a vallás egyeduralmát megdöntő felszabadító erő volt, napjainkban maga is elnyomó erővé vált. Fel kell szabadítanunk a társadalmat a tudomány diktatúrája alól.

## Főbb művei
- Against Method. New Left Books, London, 1975
- Science in a Free Society. New Left Books, London, 1978
- Erkenntnis für freie Menschen. Suhrkamp, Frankfurt/M., 1980
- Wissenschaft als Kunst. Suhrkamp, Frankfurt/M., 1984
- Farewell to Reason. Verso, London, 1987
- Irrwege der Vernunft. Suhrkamp, Frankfurt/M., 1989
- Three dialogues on Knowledge. Blackwell, Oxford, 1991
- Die Torheit der Philosophen. Junius, Hamburg, 1995
- Briefe an einen Freund. Suhrkamp, Frankfurt/M., 1995
- Ambiguità e armonia. Laterza, Roma-Bari, 1996
- Zeitverschwndung. Suhrkamp, Frankfurt/M., 1995
- Conquest of Abundance: A Tale of Abstraction Versus the Richness of Being. Chicago University Press, Chicago, 1999

## Magyarul megjelent művei
- A relativizmus elemei (in: Medvetánc, 1985.4–1986.1 41–46. o.)
- Hogyan védjük meg a társadalmat a tudománytól? (in: Replika, 1994. VI. 13–26. o.)
- A tudomány egy szabad társadalomban (részlet); in: Tudományfilozófia; Osiris-Láthatatlan Kollégium, Budapest 1998. 153–169. o.
- Három dialógus a tudásról; ford. Tarnóczi Gabriella; Osiris, Bp., 1999 (Horror metaphysicae) ISBN 963-379-513-3
- A módszer ellen; ford. Mesterházi Miklós, Miklós Tamás, Tarnóczy Gabriella, utószó, bibliográfia Miklós Tamás; Atlantisz Könyvkiadó, Bp., 2002 (Kísértések) ISBN 9639165565

## További információ
- Tuboly Ádám Tamás: Paul Feyerabend, a tudomány legádázabb ellensége. Qubit.hu, 2024. december 26.